# Carle Vernet
Antoine Charles Horace Vernet, kallad Carle Vernet, född den 14 augusti 1758 i Bordeaux, död den 27 november 1835 i Paris, var en fransk målare. Han var Claude Joseph Vernet yngste son och far till Horace Vernet.
Vernet började vid fem års ålder teckna hästar med överraskande färdighet. 24 år gammal vann han Rompriset vid konstakademien, fann sig dock ej väl till rätta i den eviga staden och hemkallades av fadern. Han blev medlem av akademien 1788 - hans receptionsstycke behandlade Æmilius Paullus' triumftåg, där han hade tillfälle att måla en rad av hästar. 
Han övergav sedan klassicismen och gjorde sig känd genom målningar och teckningar från franska fälttåget i Italien. Hans soldatscener och typer spreds i litografi och blev mycket populära. Bland bataljmålningar (flera i Versailles) står Slaget vid Marengo högst. Representativa för hans styrka och begränsning är bland hans senare målningar Morgonen före slaget vid Austerlitz och Madrids bombardemang. 
Men främst stod han som tecknare i sina Parisbilder, scener från salonger och kaféer, från jakter och kapplöpningar, och i sina typer, såväl människor, gärna sportsmän, snobbar och engelska resande, som djur, företrädesvis hästar och hundar. Hans populära karikatyrer från direktoriet ge belysande illustrationer till tidens smak. Oljemålningen Kapplöpning ingår i Louvrens sanlingar.